# Félix Méndez Arcos
Félix Méndez Arcos, nació en la ciudad de Cochabamba , el 28 de mayo de 1905, habiendo cursado primaria en la escuela Fiscal N.º 3 de varones en el Colegio Nacional Sucre de Cochabamba.
A los 19 de edad, se enroló en filas del Regimiento Pérez III de Infantería en el año 1924, a partir de esa fecha comienza su vida militar destinado a la Compañía de Ametralladoras de su unidad; habiéndose distinguido por su disciplina y dedicación en el manejo de las armas, cumplió su deber militar y fue licenciado con el grado de Sargento.
Retornó a la vida civil, contrayendo matrimonio con Josefina Grosberger el año 1927. Desempeñó el cargo de juez comisario de la Policía Municipal de Cochabamba, supo incentivar el deporte como presidente del Club Tunari; hasta que estalla la Guerra del Chaco, presentándose al llamado de la guerra dentro su categoría.
Se incorporó en el Destacamento I con el grado de Cabo, marchó el 2 de octubre de 1932, en Villa Montes su destacamento había pasado a constituir el Regimiento 20 de Infantería, fue destinado como Comandante de la Sección de Ametralladoras.
La retoma de Platanillos el 13 de diciembre de 1932 le valió su ascenso al (nuevamente) grado de sargento, posteriormente combatió frente al Fortín Fernández.En el fragor del combate cae el oficial comandante de la sección y es reemplazado por Méndez, quien desde ese momento redobla su valeroso comportamiento frente al enemigo, demostrando gran aptitud de mando y condición militar.
Fue nombrado subteniente de reserva, actuando desde Pantanillos, Toledo hasta la Villa Montes, pasando por las acciones libradas en Gondra, La China, Cañada Cochabamba y El Carmen. Su ascenso a subteniente fue el 5 de julio de 1934.Obtuvo destacada actuación en todas ellas.

## Defensa de Villa Montes
Durante la batalla de Villa Montes, el Regimiento paraguayo Corrales, había lanzado la primera ola de asalto sobre el sector defendido por la Compañía Peñaranda, con centro de gravedad en la sección que comandaba Méndez Arcos, la cual resistió la primera ola de asalto, sino también la segunda y tercer asalto enemigo, quedando el campo cubierto de cadáveres y heridos.
Los paraguayos irrumpieron nuevamente en la línea boliviana, tan sólo pasando sobre cadáveres de los soldados que formaban la Sección de Hierro, es decir, que el teniente Méndez Arcos y sus 24 soldados valerosos habían sido sacrificados el 20 de febrero de 1935 en el sector de Iguaruru.

## Homenaje y reconocimiento
En enero de 1964, se marca como fecha de creación de una bizarra unidad con el denominativo de Regimiento N.º. 1 Ranger; posteriormente el 28 de mayo del mismo año, toma el nombre de unos de los más distinguidos héroes de la Guerra del Chaco, el célebre Comandante de la Sección de Hierro Teniente Félix Méndez Arcos.
Queda también plasmado en el historial de la unidad, que el primer estandarte que tuvo el Regimiento fue recibido de manos de Josefina Grosberger, viuda de Félix Méndez Arcos en un acto solemne realizado en el Gran Cuartel de Miraflores, con motivo de celebrar el día de las FF.AA. de la Nación.
En su honor hay un colegio, situado en La Paz, llamado Centro Educativo Integral Félix Méndez Arcos construido en 1938, se dedican al cuidado de niños huérfanos.